# Beasts of Bourbon
I Beasts of Bourbon sono una rock band australiana formatasi nel 1983, la cui formazione ha subito svariati cambiamenti dato che il gruppo si è più volte diviso e poi riformato. Anche se hanno goduto di un successo commerciale molto limitato, si sono rivelati essere una band seminale e influente, molto rispettata dalla critica.

## Formazione
- Tex Perkins - voce
- Terry Doolan - chitarra (1983)
- Spencer Jones[2] - chitarra (1983-1985, 1988-1993, 1996-1997)
- Kim Salmon - chitarra (1983-1984, 1988-1993)
- George Spencer - chitarra (1983)
- Brad Shepard - chitarra (1984)
- Stu Spasm - chitarra (1984-1985)
- Tony Thewlis - chitarra (1984)
- Charlie Owen - chitarra (1996-1997)
- Mark Ferrie - basso (1983)
- Boris Sujdovic - basso (1983-1984, 1988-1990)
- Graham Hood - basso (1984-1985)
- Brian Hooper - basso (1990-1993, 1996-1997)
- James Baker[3] - batteria (1983-1985, 1988-1990)
- Johnny Freidenfelds - batteria (1983)
- Richard Ploog - batteria (1983)
- Brett Rixon[4] - batteria (1984)
- Tony Pola[5] - batteria (1990-1993, 1996-1997)

## Discografia
- 1984 - The Axeman's Jazz
- 1988 - Sour Mash
- 1990 - Black Milk
- 1991 - The Low Road
- 1993 - From The Belly Of The Beasts
- 1997 - Gone
- 2007 - Little Animals